# 蓝钟花
蓝钟花（学名：Cyananthus hookeri）为桔梗科蓝钟花属的植物。分布于中国大陆的云南、四川、甘肃、青海、西藏等地，生长于海拔2,700米至4,700米的地区，一般生长在路旁、山坡草地或沟边，目前尚未由人工引种栽培。

## 异名
- Cyananthus hookeri C. B. Clarke var. levicalyx Lian
- Cyananthus hookeri C. B. Clarke var. levicaulis Franch.